# Martha Heublein
Martha Heublein (* 18. Februar 1898 in Mülhausen; † 18. Januar 1945 in Siegburg) war eine französische Opernsängerin, Übersetzerin und Widerstandskämpferin gegen den Nationalsozialismus.

## Leben und Wirken
Martha Heublein, im Elsass geboren und in Frankreich aufgewachsen, wurde in Köln zu einer aktiven Widerstandskämpferin. Gemeinsam mit ihrem Mann Karl Heublein gehörte sie zu einer deutsch-französischen Gruppe aus Freunden und Bekannten, die „Feindsender“ hörten, im Luftschutzkeller „kritische Bemerkungen“ machten und geflohene Zwangsarbeiter versteckten. Ins Visier der Gestapo geraten, wurden acht Menschen aus der Gruppe am 5. November 1944 verhaftet. Bei der Verhaftung wurden einige Wurfzettel gefunden, die Martha Heublein angefertigt hatte, in denen sie zur Beendigung des Krieges aufriefen.
Am 16. Januar 1945 wurde sie, ihr Mann Karl und Jean Pierre May vom Kölner Senat des Volksgerichtshofes zum Tode verurteilt. Durch ein Kommando der Kölner Schutzpolizei wurde das Urteil am 18. Januar 1945 in Siegburg vollstreckt.
In Köln-Brück wurde 2004 die Martha-Heublein-Straße nach ihr benannt. Im Jahr 1987 wurde im Kölner Stadtrat der Vorschlag gemacht, eine Statue von Martha Heublein in das Figurenprogramm des Kölner Ratsturms aufzunehmen. Der Vorschlag wurde jedoch nicht realisiert.

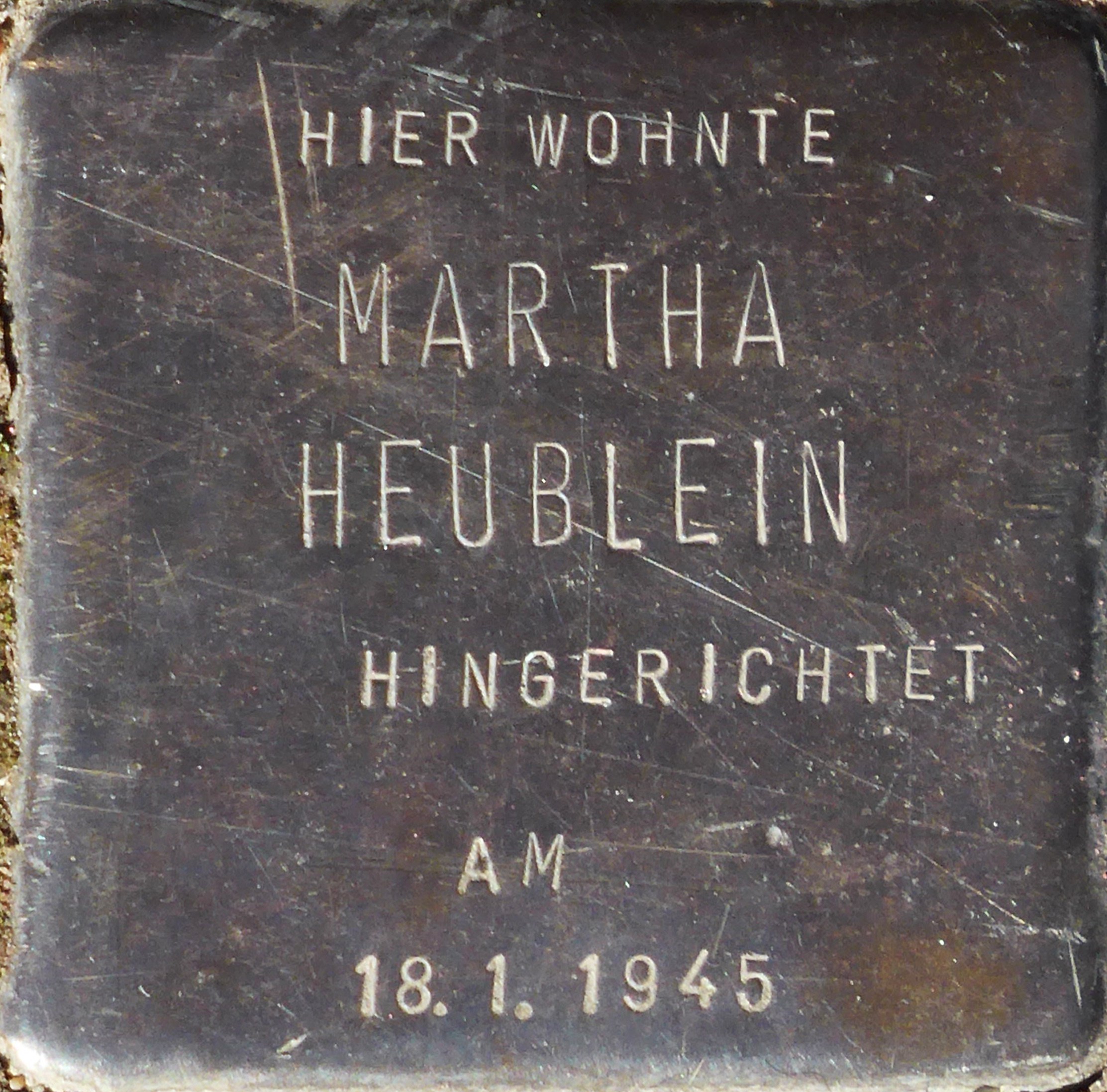
Stolperstein für Martha Heublein
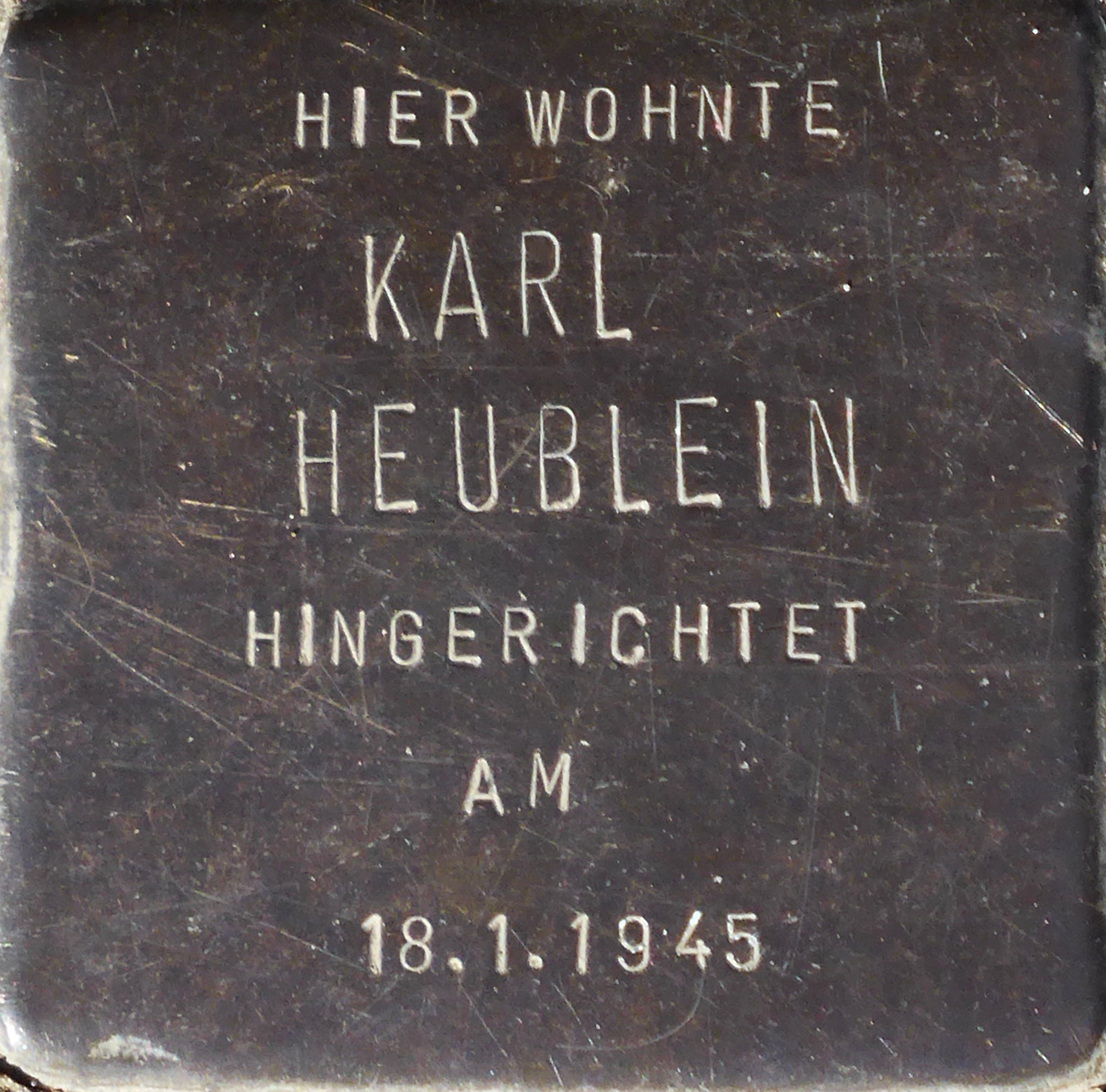
Stolperstein für Karl Heublein
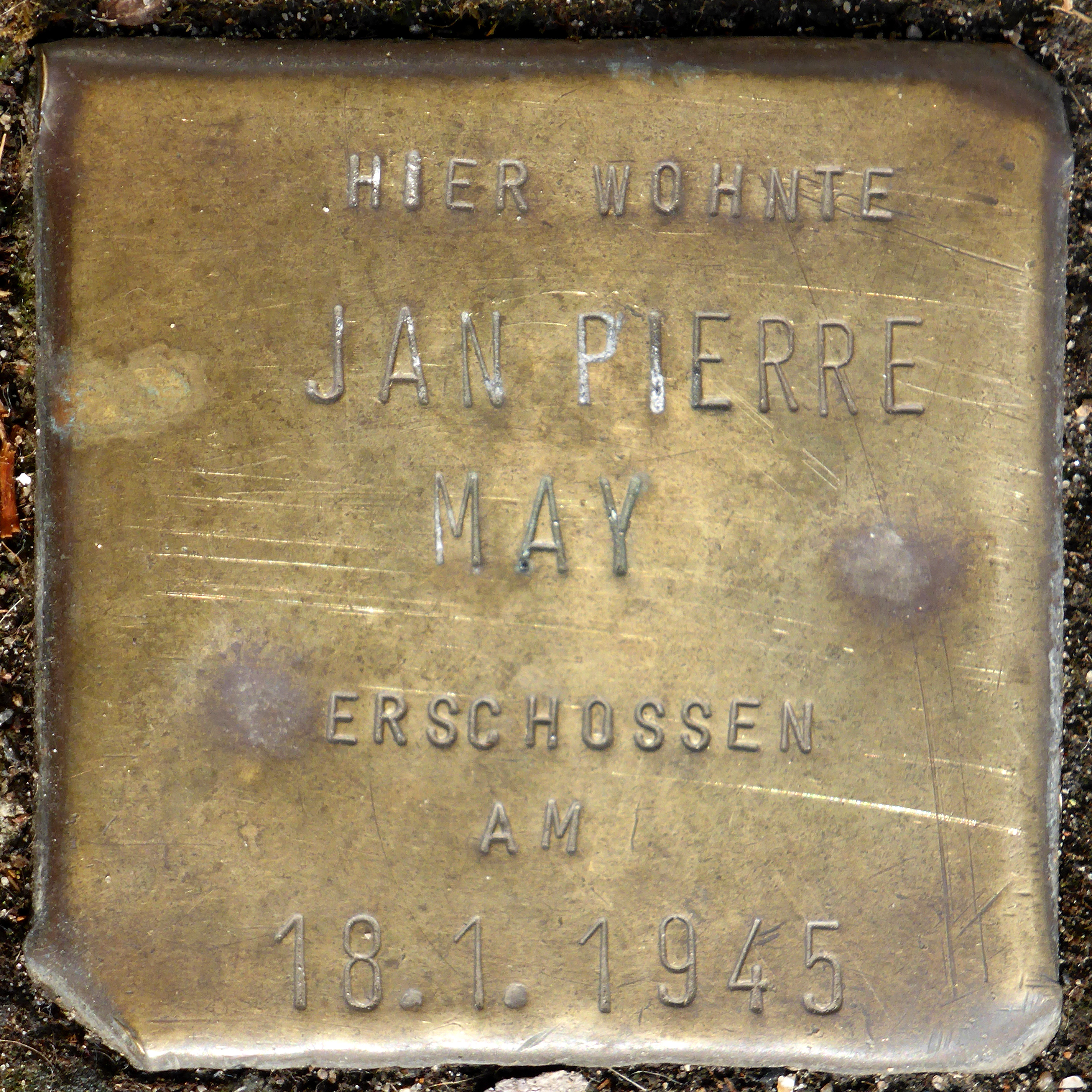
Stolperstein für Jean Pierre May